# Ubuntu
Ubuntu (v zulujščini in jeziku xsosa človeškost) je prosto dostopna distribucija Linuxa, ki temelji na distribuciji Debian. Sponzorira jo družba Canonical Ltd, ki je v lasti Marka Shuttlewortha. Ime distribucije izvira iz južnoafriške humanistične filozofije ubuntu, ki v splošnem pravi: »Sem kar sem zaradi tega, kar smo vsi.« Od Debiana se razlikuje v tem, da nova različica izide vsakih 6 mesecev, podpora pa je na voljo vsaj še 18 mesecev po izidu. Cilj Ubuntuja je, da s pomočjo prostega programja, ponudi uporabniku stabilen in sodoben operacijski sistem. Okrog Ubuntuja je tudi dobro razvita in številčna skupnost, vključujoč tudi forume.
Kubuntu, Xubuntu, Lubuntu in Ubuntu MATE so uradni podprojekti projekta Ubuntu; prvi namesto namizja GNOME uporablja KDE, drugi XFCE, tretji LXDE, četrti pa MATE. Edubuntu je tudi uradni podprojekt, ki je zasnovan za šolsko okolje in naj bi bil primeren tudi za otroke, da bi ga uporabljali doma. Za druge projekte si oglej razdelek Ostali projekti.

## Zgodovina
Ubuntu je prvič izšel 20. oktobra 2004 (Ubuntu 4.10). Cilj ustvarjalcev je bil ponuditi sistem temelječ na Debianu, ki bi izhajal vsakih šest mesecev oz. približno mesec dni za novo različico namizja GNOME. Za razliko od nekaterih drugih na Debianu temelječih distribucij, je Ubuntu, tako kot Debian, ostal zvest načelu, da uporablja prosto programje kjerkoli je to možno.
Trenutno razvoj Ubuntuja sponzorira Canonical Ltd. 1. julija 2005 sta Mark Shuttleworth in Canonical Ltd ustanovila Fundacijo Ubuntu Arhivirano 2007-02-04 na Wayback Machine. in zagotovila začeten sklad 10 milijonov dolarjev. Namen fundacije je zagotoviti, da bo podpora za Ubuntu na voljo 3 leta za namizno različico in 5 let za strežniško različico ter omogočiti razvoj novih različic Ubuntuja, da bo ostal še naprej na voljo kot prosta in odprtokodna programska oprema. Fundacija se je tudi zavezala, da bo Ubuntu vedno na voljo brez plačila. 
Maja 2007 je podjetje Dell, zaradi številnih prošenj njihovih uporabnikov, na svoje izdelke začelo nameščati distribucijo Linuxa Ubuntu Feisty Fawn. 
Do različice 10.10 je Ubuntu kot privzeto namizno okolje uporabljal GNOME, od različice 10.10 do 17.10 LTS, je pa uporabljal lastno (na GNOME-u temeljoče) namizno okolje, Unity. V različici 18.04 LTS, je pa ponovno kot privzeto namizno okolje GNOME. 

## Izdaje
Vsaka različica Ubuntuja ima številčno oznako, ki je sestavljena iz leta in meseca izdaje ter kodno ime. Vsaka četrta različica nosi dodatno oznako LTS
| Long Term Support, kar pomeni, da so izdaje podprte za daljši čas kot ostale. Nekdaj je to pomenilo, da je imela strežniška različica pet let podpore, namizna različica pa tri leta, namesto običajnih 18 mesecev. V zadnjih letih pa imata tako namizna kot strežniška različica LTS izdaje pet let podpore, namesto običajnih devetih mesecev.
| Različica | Datum izdaje     | Kodno ime         | Neuradni slovenski prevod       |
| --------- | ---------------- | ----------------- | ------------------------------- |
| 4.10      | 20. oktober 2004 | Warty Warthog     | bradavičasta svinja             |
| 5.04      | 8. april 2005    | Hoary Hedgehog    | osiveli jež                     |
| 5.10      | 13. oktober 2005 | Breezy Badger     | prezračeni jazbec               |
| 6.06 LTS  | 1. junij 2006    | Dapper Drake      | čedna raca                      |
| 6.10      | 26. oktober 2006 | Edgy Eft          | robati pupek                    |
| 7.04      | 19. april 2007   | Feisty Fawn       | preteči jelen                   |
| 7.10      | 18. oktober 2007 | Gutsy Gibbon      | vztrajni gibon                  |
| 8.04 LTS  | 26. april 2008   | Hardy Heron       | pogumna čaplja                  |
| 8.10      | 30. oktober 2008 | Intrepid Ibex     | neustrašna koza                 |
| 9.04      | 23. april 2009   | Jaunty Jackalope  | dobrovoljna zajcelopa           |
| 9.10      | 29. oktober 2009 | Karmic Koala      | karmična koala                  |
| 10.04 LTS | 29. april 2010   | Lucid Lynx        | svetlikavi ris                  |
| 10.10     | 10. oktober 2010 | Maverick Meerkat  | odpadniška surikata             |
| 11.04     | 28. april 2011   | Natty Narwhal     | spretni enorog                  |
| 11.10     | 13. oktober 2011 | Oneiric Ocelot    | zasanjani ozelot                |
| 12.04 LTS | 26. april 2012   | Precise Pangolin  | natančni pangolin               |
| 12.10     | 18. oktober 2012 | Quantal Quetzal   | kvantni kvecal                  |
| 13.04     | 25. april 2013   | Raring Ringtail   | vzhičeni rakun                  |
| 13.10     | 17. oktober 2013 | Saucy Salamander  | predrzni močerad                |
| 14.04 LTS | 17. april 2014   | Trusty Tahr       | zaupljivi kozel                 |
| 14.10     | 23. oktober 2014 | Utopic Unicorn    | utopični samorog                |
| 15.04     | 23. april 2015   | Vivid Vervet      | živahna vervetka                |
| 15.10     | 22. oktober 2015 | Wily Werewolf     | prekanjeni volkodlak            |
| 16.04 LTS | 21. april 2016   | Xenial Xerus      | gostoljubna ščetinasta veverica |
| 16.10     | 13. oktober 2016 | Yakkety Yak       | tračasti jak                    |
| 17.04     | 13. april 2017   | Zesty Zapus       | vneti skočimiš                  |
| 17.10     | 19. oktober 2017 | Artful Aardvark   | prebrisani mravljinčar          |
| 18.04 LTS | 26. april 2018   | Bionic Beaver     | bionični bober                  |
| 18.10     | 18. oktober 2018 | Cosmic Cuttlefish | vesoljska sipa                  |
| 19.04     | 18. april 2019   | Disco Dingo       | diskotični dingo                |
| 19.10     | 17. oktober 2019 | Eoan Ermine       | jutranja podlasica              |
| 20.04 LTS | 23. april 2020   | Focal Fossa       | osredotočena fosa               |
| 20.10     | 22. oktober 2020 | Groovy Gorilla    | krasna gorila                   |
| 21.04     | 22. april 2021   | Hirsute Hippo     | kosmati povodni konj            |
| 21.10     | 14. oktober 2021 | Impish Indri      |                                 |
| 22.04     | 21. april 2022   | Jammy Jellyfish   |                                 |

## Značilnosti
Ubuntu je osredotočen na uporabnost, kar med drugim vključuje tudi orodje sudo za administrativna opravila in APT (Advanced Packaging Tool), ki omogoča enostavno nameščanje nove programske opreme. Poudarjena je tudi dostopnost ter internacionalizacija - da bi dosegel čim več ljudi, je preveden v številne jezike, tudi v slovenščino. Od različice 5.04 naprej je privzeti nabor znakov UTF-8.
Na spletni strani Ubuntuja je možno naročiti brezplačno zgoščenko z Ubuntujem, kar je tudi del prepričanja, da ima vsak človek pravico do brezplačne programske opreme (sicer pa je možno s strani prenesti sliko zgoščenke). Nadalje je na strani tudi poudarjeno, da bi programska oprema morala biti na voljo ljudem v njihovem lokalnem jeziku, ne glede na pomanjkljivosti ter da bi ljudje morali imeti svobodo do prilagajanja in spreminjanja programske opreme, kakorkoli jim ustreza.
Ubuntu je namenjen tako namizni rabi kot strežnikom. Trenutna različica podpira arhitekturi x86 in x86-64 do različice 6.10 pa je bil podprt tudi PowerPC procesor, ki poganja starejše Applove računalnike. Ubuntu vsebuje več kot 23000 programov, vendar pa namestitveni program osnovne namizne različice zasede eno t. i. živo zgoščenko, na kateri so poleg jedra Linuxa in grafičnega namizja Unity tudi različni vsakdanji programi od urejevalnikov besedil (LibreOffice), pa vse do internetnih orodij, kot so brskalnik (Firefox), programi za elektronsko pošto (Mozilla Thunderbird) in iger. 

### Namestitev
Namestitev namizne različice sistema Ubuntu poteka v grafičnem načinu. Namestitveni program se imenuje Ubiquity (prej Espresso) in je vključen na živo zgoščenko, ki je namenjena preizkusu sistema brez namestitve na trdi disk. Če se uporabnik odloči, da bo Ubuntu namestil na računalnik, lahko na namizju dvoklikne ikono za namestitev. Ta je enostavna in je sestavljena iz sedmih korakov. Med namestitvijo uporabnik izbere jezik, v katerem bo potekala namestitev in ki postane tudi privzeti sistemski jezik, časovni pas (lokacijo), razporeditev tipk na tipkovnici (namestitveni program samodejno izbere razporeditev tipk glede na to, kateri jezik je bil izbran, vendar je mogoče izbrati tudi druge razporeditve tipk), uredi particije ter izbere priklopne točke, kamor sistem priklopi ostale datotečne sisteme.
Namestitev strežniške različice pa še vedno poteka v tekstovnem načinu, v katerem v nekaj korakih uporabnik izbere podobne možnosti kot pri namestitvi s pomočjo Ubiquityja. Po končani namestitvi strežniške različice je samodejno nameščen LAMP (Linux, Apache, MySQL in PHP), kar uporabniku olajša delo in zmanjša možnost, da bi neizkušen uporabnik z napačnimi nastavitvami ogrozil sistem.

### Razvrstitev paketov in podpora
Pri Ubuntuju je vse programje razdeljeno v 4 sekcije (imenovane komponente), ki odražajo razlike v licenci programov in podpori, ki je na voljo. Paketi so v komponente razdeljeni tako kot je prikazano v spodnji tabeli:
|           | Prosto programje | Ne-prosto programje |
| Podprto   | Main             | Restricted          |
| Nepodprto | Universe         | Multiverse          |

S prostim programjem je tukaj mišljeno le tisto programje, ki zadosti licenčnim kriterijem Ubuntuja, tj. da je izdano pod licenco GNU GPL (GNU General Public Licence) oz. pod licenco kompatibilno z GPL.
Ne-prosto programje povečini ni podprto (Multiverse), vendar pa obstajajo podprte izjeme (Restricted), kot so gonilniki za razne naprave, brez katerih sistem ne bi mogel normalno delovati. Podpora za pakete v komponenti Restricted je sicer bolj omejena kot podpora paketom v komponenti Main, saj avtorji nimajo dostopa do izvorne kode paketov.
Namen te razdelitve je, da bi komponenti Main in Restricted vsebovali vse potrebno programje za splošno uporabo Linuxa. Alternativni programi za ista opravila in specializirani programi pa so v komponentah Universe in Multiverse.

## Ostali projekti
Uradno priznani projekti so naslednji:
- Edubuntu - namenjen šolam in otrokom
- Kubuntu - namesto namiznega okolja GNOME uporablja KDE
- Ubuntu GNOME - uporablja namizno okolje GNOME
- Ubuntu MATE - uporablja namizno okolje MATE
- Lubuntu - uporablja namizno okolje LXDE
- Xubuntu - uporablja namizno okolje Xfce
- Mythbuntu - osnovan okoli MythTV, uporablja se za snemanje televizije in kot medijski center
- Ubuntu for Android - za Android telefone
- UbuntuKylin - namenjen kitajskemu trgu
- Ubuntu Server - za strežnike, lahko se uporablja kot strežnik za pošto, tiskanje, datoteke, LAMP in drugo.
- Ubuntu Studio - vsebuje odprtokodne aplikacije za ustvarjanje multimedijskih vsebin, namenjen je avdio, video in grafičnim oblikovalcem.
- Ubuntu Touch - za naprave z zasloni na dotik.
- Ubuntu TV - za pametne televizije

Nekateri neuradni projekti pa so:
- nUbuntu, ki vključuje številna varnostna orodja
- Ubuntu Lite, distribucija namenjena starejšim (manj zmogljivim) računalnikom
- zUbuntu, distribucija namenjena velikim računalnikom zSeries proizvajalca IBM
- Ebuntu, distribucija, ki uporablja okenski upravljalnik Enlightenment 0.17
- Trisquel, distribucija, ki uporablja izključno prosto programje